# Boží muka (Dolní Dvory)
Boží muka v Dolních Dvorech (rovněž Pilíř s reliéfy či Špičatá boží muka) jsou barokním sochařským dílem v Dolních Dvorech, části města Cheb v okrese Cheb v Karlovarském kraji. Od roku 1963 jsou chráněna jako kulturní památka.

## Poloha
Boží muka se nacházejí přímo na hranici k. ú. Dolní Dvory a k. ú. Chocovice, asi šedesát metrů od hranice se sousedním k. ú. Jindřichov u Tršnic. Proto se ve zdrojích vyskytuje rovněž lokalizace božích muk v obci Třebeň, k. ú. Chocovice nebo ve vesnici Jindřichov, k. ú. Jindřichov u Tršnic, např. v původních evidenčních listech kulturní památky nebo v publikaci Mariánské, trojiční a další světecké sloupy a pilíře v Karlovarském kraji.

## Historie
Boží muka byla postavena v roce 1689 a z písmen WF na podstavci se usuzuje, že jejich autorem byl chebský sochař a kameník Wilhelm Felssner. O tom, proč byla postavena, uvádí v roce 1897 chebský regionální badatel Alois John na základě místních vysvětlení dva možné důvody. Dle prvního se traduje, že za stavbou tzv. „špičatých božích muk“ může epidemie moru, která sem dosáhla. Druhé vysvětlení uvádí, že na místě božích muk došlo k těžkému zranění sedláka z Doubravy a zatímco se zraněný vlekl do blízké vsi, shořel jeho dvůr.

## Popis
Barokní boží muka mají podobu trojhranného sloupu, rozděleného na tři pole s reliéfy. Stojí na dvakrát odstupňovaném trojhranném podstavci. Sloup je členěný vystupující římsou v každé třetině své výšky a tím rozdělen na tři pole. Na všech třech stranách dolního dílu jsou znaky s přikrývadly. Na středním dílu se nachází reliéf klečícího a vzhůru hledícího muže s vousy. Na dalším reliéfu je zobrazen svatý Kryštof a na dalším muž s holí, snad svatý Roch. Na horním dílu je reliéf sedící Panny Marie s dítětem (Madona), reliéf Panny Marie Ochranitelky (Schutzmantel Madona) a dále reliéf Panny Marie s plameny. Nad mariánskými reliéfy jsou umístěny okřídlené hlavičky andílků držící sluneční kotouč. Nápisy pod reliéfy jsou však již nečitelné. V tympanonu pod štítem je reliéf Krista se štítkem na prsou. Spodní díl sloupu je ze žuly, ostatní díly z pískovce. V době prohlídky božích muk dne 7. října 2003 bylo konstatováno, že sloup je značně poškozen, chybí jeho završení, na povrchu jsou odpadlé některé plochy a sloup je pokrytý mechem.